# Grafenstein (Adelsgeschlecht)

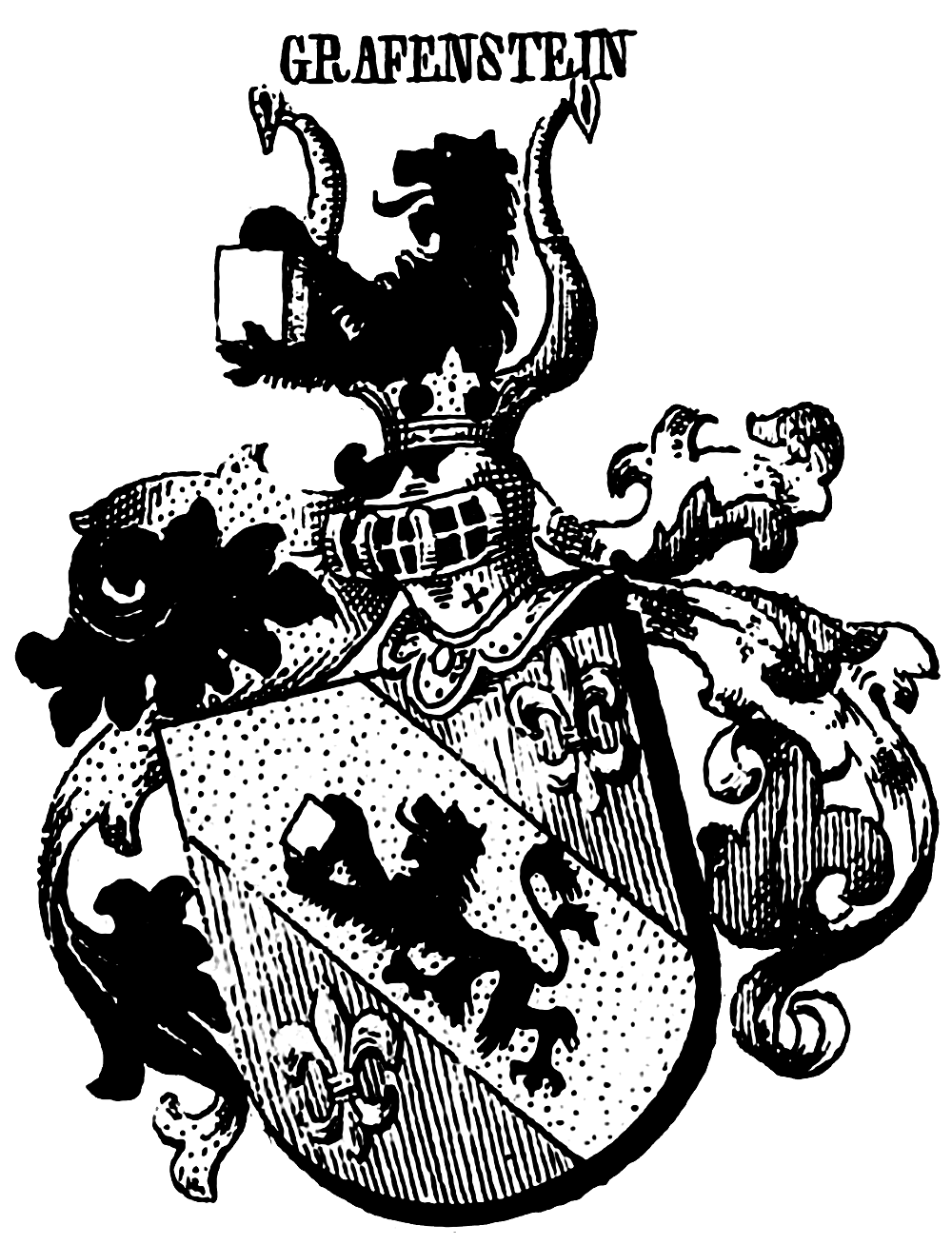
Wappen derer von Grafenstein

Grafenstein ist der Name eines bayerischen Adelsgeschlechts.

## Geschichte
Das Geschlecht stammt ursprünglich aus der nördlichen Oberpfalz, wo es zahlreiche Besitzungen, insbesondere Hammergüter, hatte, und eine gewisse Bedeutung in der regionalen Eisen- und später Glasindustrie erlangte. Über drei Generationen hatten im 18. und 19. Jahrhundert Angehörige der Familie das Landrichteramt in Parkstein, Nabburg und Auerbach inne. Die Familie geht auf den Parksteiner Landrichter und Hammergutsbesitzer Johann Georg Graf (1718–1802) zurück, der im Jahr 1758 von Kurfürst Maximilian III. Joseph nobilitiert wurde und die Erlaubnis erhielt, künftig den Namen „von Grafenstein“ zu tragen. Der Familiensage nach war Georg Graf (1675–1742), der Vater von Johann Georg Graf, zu Wohlstand gelangt, weil er auf dem in Familienhand befindlichen Grafenbauernhof in Oberweißenbach bei Vilseck einen Schatz aus dem Dreißigjährigen Krieg gefunden hatte. Dieser Georg Graf erwarb die Hammergüter Altneuhaus, Altenweiher und  Heringnohe. 

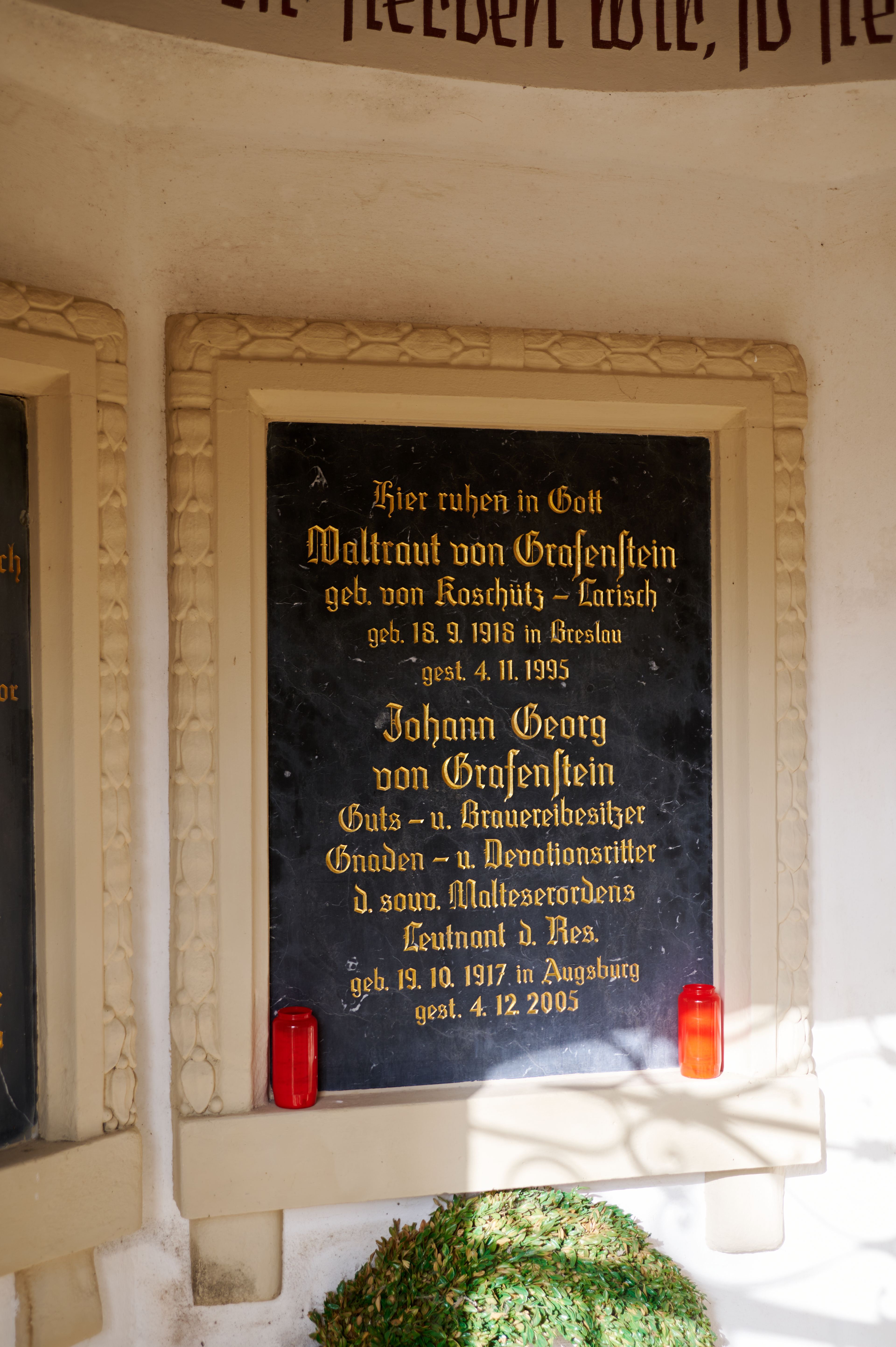
Obersteinbach, Gruftkapelle derer von Grafenstein

Ausgehend von den Söhnen von Johann Georg II. von Grafenstein (1742–1823), Michael (1770–1821), Eduard (1776–1824) und Anton von Grafenstein (1780–1854), unterscheidet das Genealogische Handbuch des in Bayern immatrikulierten Adels drei bis heute fortlebende Linien der Adelsfamilie, wobei sich die 2. Linie in einen Gänlaser und Röthenbacher Ast aufteilt. Röthenbach (Kohlberg) und Hammergänlas waren historisch die bedeutendsten Besitzungen der Familie. Röthenbach ist das letzte noch baulich existierende Hammerschloss, das für sehr lange Zeit einst der Familie gehörte. An weiteren ehemaligen Gütern sind insbesondere Altneuhaus, Bernstein, Hammerles, Krummennaab, Kürmreuth und Tannlohe zu nennen. Im fränkischen Obersteinbach bewirtschaftet der Gänlaser Familienzweig bis heute einen Gutshof.
Neben Land- und Forstwirtschaft und Hammerwerken betrieb die Familie auch Glasveredelungswerke, eine Spiegelglashütte und Brauereien, so die Schlossbrauereien Röthenbach und Hammergänlas, ferner von 1936 bis 1976 die Löwenbrauerei in Grafenwöhr. Durch Heiratsallianzen Anfang des 20. Jahrhunderts verband sich der Röthenbacher Familienzweig eng mit der Oberpfälzer Industriellenfamilie Rasel, die heute noch die Schlossbrauerei Naabeck betreibt. Enge heiratsmäßige Beziehungen bestanden auch zu den Freiherren von Hirschberg auf Unterwildenau, den Freiherren von Grießenbeck von Grießenbach und zur Familie Gareis.

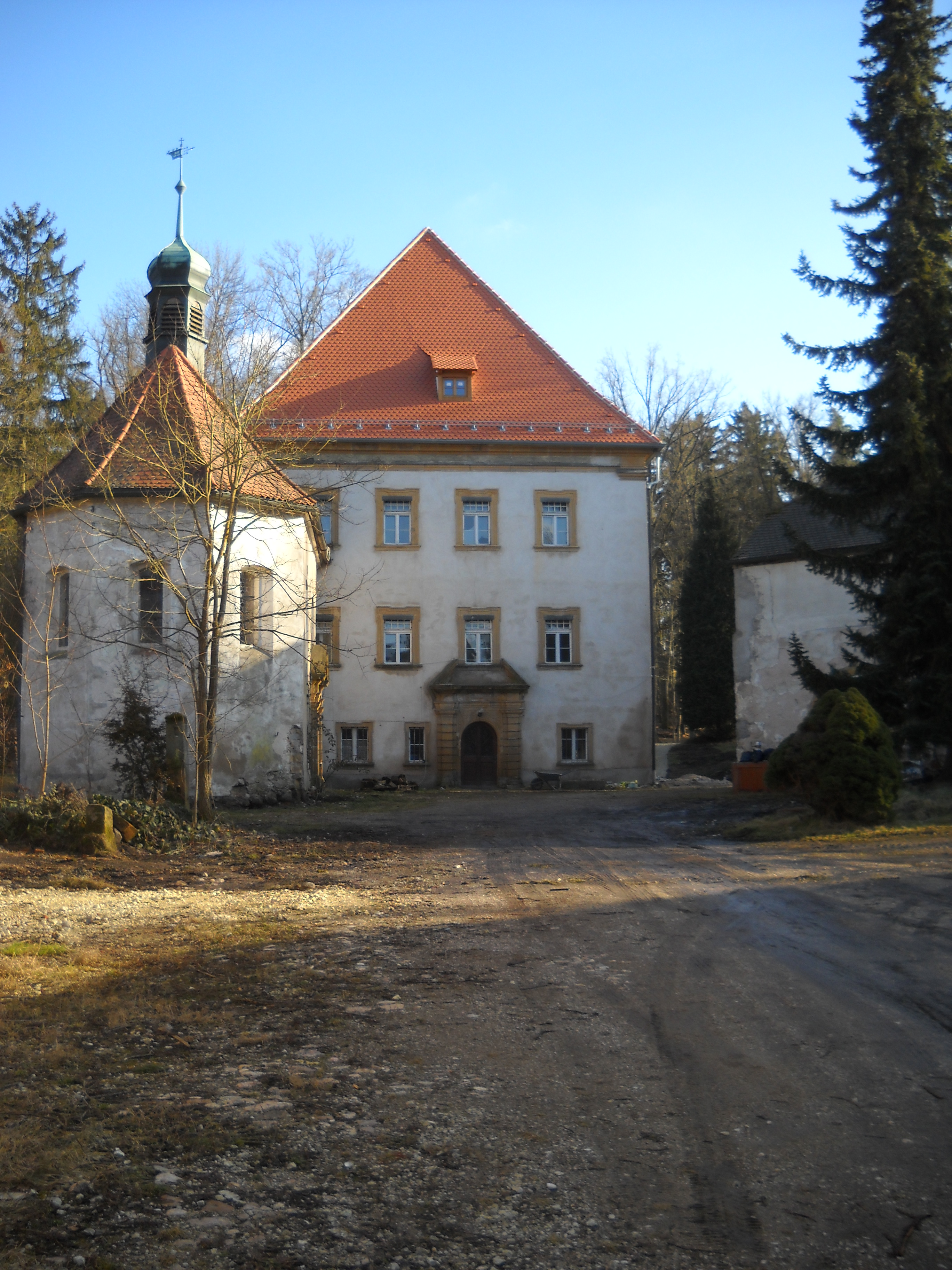
Das Hammerschloss Röthenbach war über 200 Jahre ein Sitz der Familie.

## Persönlichkeiten
- Johann Georg II. von Grafenstein (1742–1823), Hammergutsbesitzer, k.b. Regierungsrat zu Amberg, Landrichter zu Parkstein, war ein Gegenspieler des Oberpfälzer Räuberhauptmanns Franz Troglauer.[16][17] Als solcher tritt er auch als Figur in einem Theaterstück auf, das bei den Vilsecker Burgfestspielen gezeigt wurde.[18] Er verhängte das letzte Todesurteil des Landgerichts Parkstein.[19]
- Heribert von Grafenstein, eigentlich Johann Baptist von Grafenstein (1747–1793), Prämonstratenser-Chorherr im Kloster Speinshart, Professor für Rhetorik und Philosophie in Landshut und Ingolstadt, katholischer Aufklärungsphilosoph.[20][21][22][23][24]
- Eduard von Grafenstein (1776–1824) war seit 1799 bayerischer Landrichter zu Parkstein, seit 1807 zu Nabburg, sowie Herr auf Gänlas und Röthenbach. An ihn erinnert ein eindrucksvolles gusseisernes Grabmal in Nabburg.[25][26][27][28][29]
- Anton von Grafenstein (1780–1854), Oberpostmeister in Bamberg, Gründer des ältesten Denkmalschutzvereins Bayerns, des „Altenburgvereins“.
- Adolf von Grafenstein (1829–1888), Herr auf Gänlas, liberaler Abgeordneter des bayerischen Landtags, Mitglied des Landrats der Oberpfalz und von Regensburg.[30][31][32]
- Hermann von Grafenstein (1840–1902), Herr auf Röthenbach, Glasfabrikant und Gründer der Röthenbachhütte, die 1873 errichtet und 1928 stillgelegt wurde.[33]
- Karl von Grafenstein (1851–1913), Dr. med., k.b. Generaloberarzt, Mitglied des Corps Isaria München.[34]
- Reinhold von Grafenstein (1949–1996), Verleger, Dramaturg, Schauspieler und Regisseur.[35]
- Maximilian von Grafenstein (* 1979), Dr. iur., Rechtswissenschaftler, Rechtsanwalt und Unternehmer, Professor an der Universität der Künste Berlin.[36][37]
- Gustav von Schlör (1820–1883), der letzte bayerische Handelsminister, entstammte mütterlicherseits der Familie von Grafenstein.
- Der Filmregisseur, Drehbuchautor und Filmprofessor Ben von Grafenstein (* 1975) entstammt ebenfalls mütterlicherseits der Familie von Grafenstein.[38]

## Wappen

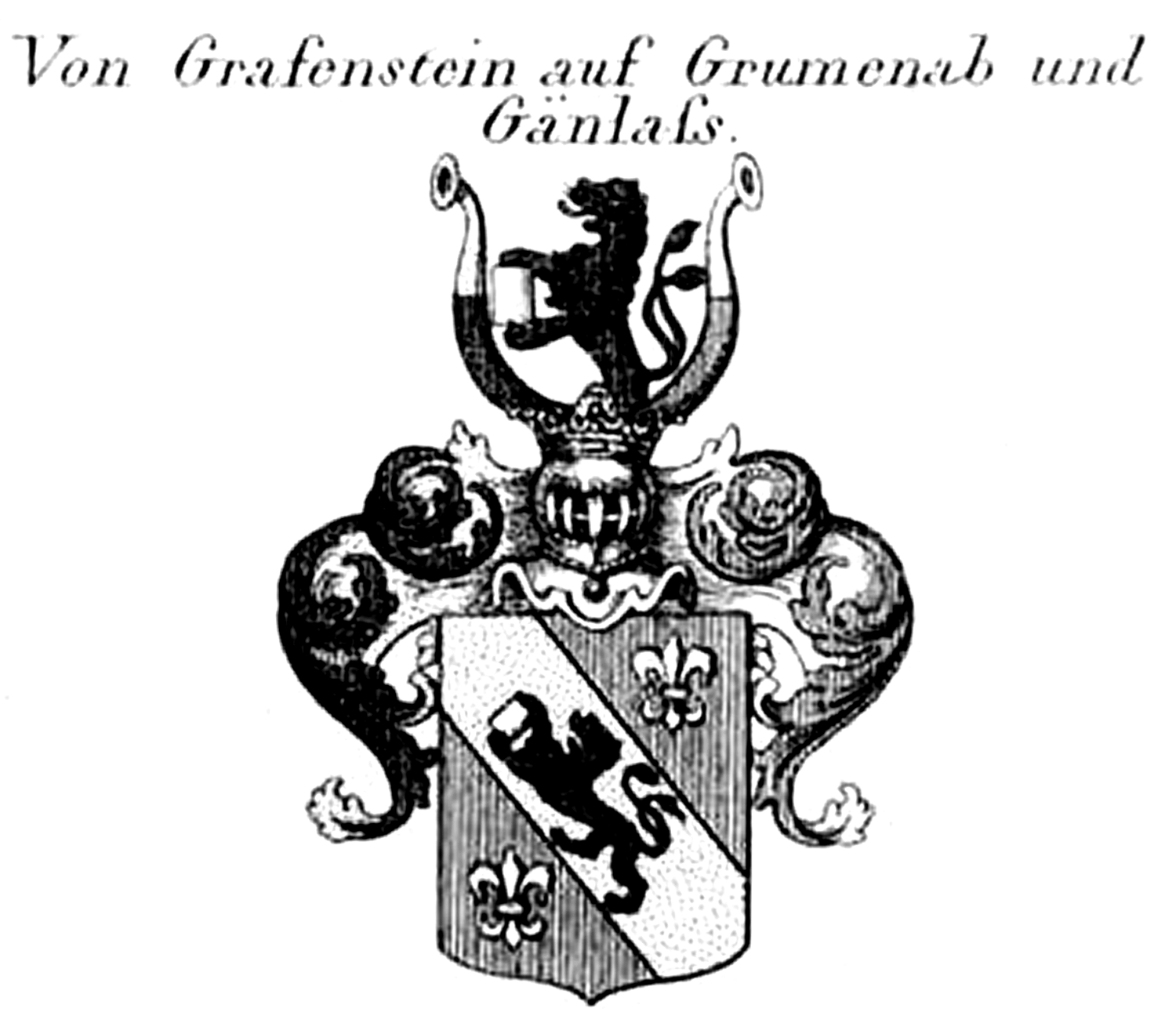
Wappen derer von Grafenstein

Blasonierung: In Rot ein von zwei silbernen Lilien begleiteter goldener Schräglinksbalken, darin ein schwarzer Löwe mit einem silbernen Würfel- oder Quaderstein in den Pranken, auf dem gekrönten Helm der Löwe wachsend zwischen zwei von Gold und Rot geteilten Hörnern; die Decken rechts schwarz-golden, links rot-silbern.

## Graf (Adelsgeschlecht)
Eng mit den von Grafenstein verwandt war die ausgestorbene Adelsfamilie derer von Graf, bei dem es sich um die 1807 geadelten Nachkommen des Georg Graf auf dem Hammergut Heringnohe handelte, dort ansässig bis 1847. Ihr in Siebmachers Wappenbuch neben dem Grafenstein-Wappen abgebildetes Wappen weist starke Ähnlichkeiten mit dem der von Grafenstein aus, der Löwe hält allerdings eine Lilie in den Pranken.